# Cochlearia sessilifolia
Cochlearia sessilifolia är en korsblommig växtart som beskrevs av Reed Clark Rollins. Cochlearia sessilifolia ingår i släktet skörbjuggsörter, och familjen korsblommiga växter. Inga underarter finns listade i Catalogue of Life.